# Servië op het Junior Eurovisiesongfestival
Servië neemt sinds 2006 deel aan het Junior Eurovisiesongfestival.

## Geschiedenis
Voordat Servië in 2006 debuteerde, nam het in de eerste edities van het Junior Eurovisiesongfestival al deel als helft van Servië en Montenegro. Nadat dat land uit elkaar ging debuteerde Servië zelfstandig. Montenegro debuteerde pas in 2014.
De eerste inzending voor de Serviërs werd de band Neustrašivi Učitelji Stranih Jezika. Ze eindigden op een vijfde plaats.
Ook in 2007 was het land succesvol. Servië werd op het Junior Eurovisiesongfestival 2007 door Nevena Božović vertegenwoordigd met het liedje Piši mi. Ze werd derde met 120 punten, met de maximale scores van Macedonië en Zweden.
In 2008 werd Servië met Maja Mazić twaalfde met 37 punten. Het was de eerste keer dat een Servische inzending niet de top 10 haalde. In 2009 stuurde Servië Ništa Lično naar het Oekraïense Kiev. Met het liedje Onaj pravi werd nog net een top 10-plek bemachtigd.
Er werd weer een derde plaats behaald op het Junior Eurovisiesongfestival 2010, dat in Minsk gehouden werd. Sonja Škorić eindigde met Čarobna noć net achter Rusland en Armenië.
In 2011 kondigde de omroep RTS aan een jaartje niet mee te doen vanwege financiële problemen. Echter deed Servië ook niet mee aan het festival in 2012 en 2013. In 2014 maakte het zijn comeback. Emilija Đonin eindigde voor het land op een tiende plaats.
In 2015 deed Servië wederom mee, dit maal werd het land vertegenwoordigd door Lena Stamenković met Lenina Pesma. Ze eindigde hiermee op een zevende plaats en kreeg in totaal 79 punten. In 2016 behaalde Servië zijn slechtste score tot nu toe, toen Dunja Jeličić op de laatste plaats belandde met slechts 14 punten.
Ondanks het slechte resultaat van het vorige jaar besloot Servië om weer mee te doen aan het festival. Door middel van een nationale selectie kozen ze voor Irina Brodić en Jana Paunović met het lied Ceo svet je naš. Het nummer werd in Tbilisi tiende met 92 punten.
Op 1 augustus 2023 maakte de Servische omroep bekend niet deel te zullen nemen aan het Junior Eurovisiesongfestival 2023 wegens financiële redenen.

## Lijst van Servische deelnames
| Jaar | Artiest                             | Lied                     | Plaats | Punten | Taal               |
| ---- | ----------------------------------- | ------------------------ | ------ | ------ | ------------------ |
| 2006 | Neustrašivi Učitelji Stranih Jezika | Učimo strane jezike      | 5      | 81     | Servisch en Engels |
| 2007 | Nevena Božović                      | Piši mi                  | 3      | 120    | Servisch           |
| 2008 | Maja Mazić                          | Uvek kad u nebo pogledam | 12     | 37     | Servisch           |
| 2009 | Ništa Lično                         | Onaj pravi               | 10     | 34     | Servisch           |
| 2010 | Sonja Škorić                        | Čarobna noć              | 3      | 113    | Servisch           |
| 2014 | Emilija Đonin                       | Svet u mojim očima       | 10     | 61     | Servisch           |
| 2015 | Lena Stamenković                    | Lenina pesma             | 7      | 79     | Servisch           |
| 2016 | Dunja Jeličić                       | U la la la               | 17     | 14     | Servisch           |
| 2017 | Irina Brodić & Jana Paunović        | Ceo svet je naš          | 10     | 92     | Servisch           |
| 2018 | Bojana Radovanović                  | Svet                     | 19     | 30     | Servisch           |
| 2019 | Darija Vračević                     | Podigni glas             | 10     | 109    | Servisch en Engels |
| 2020 | Petar Aničić                        | Heartbeat                | 11     | 85     | Servisch en Engels |
| 2021 | Jovana & Dunja                      | Oči deteta               | 13     | 86     | Servisch           |
| 2022 | Katarina Savić                      | Svet bez granica         | 13     | 92     | Servisch           |

| Kleur | Betekenis      |
| ----- | -------------- |
|       | Eerste plaats  |
|       | Tweede plaats  |
|       | Derde plaats   |
|       | Laatste plaats |
|       | Gastland       |

## Gegeven en gekregen punten
| Plaats | Land            | Punten |
| ------ | --------------- | ------ |
| 1      | Rusland         | 87     |
| 2      | Georgië         | 79     |
| 3      | Armenië         | 74     |
| 4      | Noord-Macedonië | 66     |
| 5      | Wit-Rusland     | 52     |

| Plaats | Land            | Punten |
| ------ | --------------- | ------ |
| 1      | Noord-Macedonië | 100    |
| 2      | Nederland       | 48     |
| 3      | Oekraïne        | 39     |
| 4      | Georgië         | 37     |
| 4      | Rusland         | 37     |

## Twaalf punten
(Een vetgedrukte editie betekent dat het land die editie won.)
| Aantal | Land            | Edities              |
| ------ | --------------- | -------------------- |
| 3      | Noord-Macedonië | 2007, 2010, 2018 (J) |
| 2      | Rusland         | 2006, 2016 (K)       |
| 1      | Armenië         | 2016 (J)             |
| 1      | België          | 2009                 |
| 1      | Bulgarije       | 2014                 |
| 1      | Frankrijk       | 2021 (J)             |
| 1      | Ierland         | 2022 (J)             |
| 1      | Kazachstan      | 2019 (J)             |
| 1      | Litouwen        | 2008                 |
| 1      | Malta           | 2015                 |
| 1      | Oekraïne        | 2017 (J)             |
| 1      | Wit-Rusland     | 2020 (J)             |

| Aantal | Land            | Edities                          |
| ------ | --------------- | -------------------------------- |
| 5      | Noord-Macedonië | 2007, 2008, 2010, 2015, 2019 (J) |
| 1      | Frankrijk       | 2020 (J)                         |
| 1      | Moldavië        | 2010                             |
| 1      | Montenegro      | 2015                             |
| 1      | Zweden          | 2007                             |

2006 · 2007 · 2008 · 2009 · 2010 · 2011-2013 · 2014 · 2015 · 2016 · 2017 · 2018 · 2019 · 2020 · 2021 · 2022 · 2023-2024